# Bathytricha
Bathytricha é um gênero de traça pertencente à família Arctiidae.